# 김주형 (1989년)
김주형(한국 한자: 金柱亨, 1989년 8월 23일 ~ )은 대한민국의 전 축구 선수이며, 포지션은 공격수였다.